# Roche-la-Molière
Roche-la-Molière é uma comuna francesa na região administrativa de Auvérnia-Ródano-Alpes, no departamento de Loire. Estende-se por uma área de 17,44 km². Em 2010 a comuna tinha 9 916 habitantes (densidade: 568,6 hab./km²).